# Tuwinische Sprache
Die tuwinische Sprache (tuwin. тыва дыл tyva dyl) ist eine Turksprache, die von rund 206.000 Tuwinern gesprochen wird und Amtssprache in der russischen Republik Tuwa ist. Sie wird seit 1940 mit kyrillischen Buchstaben geschrieben. Etwa 27.000 Sprecher dieser Sprache gibt es auch in den angrenzenden Gebieten der Mongolei und der Volksrepublik China.

## Verwendung
In der Republik Tuwa ist das Tuwinische die vorherrschende Alltagssprache. Begünstigt wird die Bewahrung der Sprache durch die relative Unzugänglichkeit der Region. Neben mündlicher Überlieferung gibt es eine moderne tuwinische Literatur, es erscheinen Bücher und Zeitungen. Es gibt Fernsehsendungen, Internetseiten und Popmusik in tuwinischer Sprache.

## Eigenschaften
Beim Tuwinischen unterscheidet man vier Dialektgruppen: Mittel-, West-, Nordost- und Südosttuwinisch:

Mitteltuwinisch beinhaltet die Dialekte Ovyur und Bii-Khem; darüber hinaus bildet es die Grundlage der tuwinischen Schriftsprache.
Westtuwinisch unterlag stark dem Spracheinfluss des Altaischen, wohingegen der Dialekt im Südosten des tuwinischen Sprachraums unter starkem mongolischen Einfluss stand.
Nordosttuwinisch macht Gebrauch von nasalen Vokalen und hat in seinem Lexikon viele jagd- und rentierzuchtbezogene Ausdrücke.

## Lautsystem

### Konsonanten
Das Tuwinische besitzt 19 konsonantische Phoneme, hinzu kommen /f/ und /ʦ/, die allerdings nur in Entlehnungen aus dem Russischen auftreten.
Je nach Region wird bei den labialen und alveolären Plosiven entweder nach Stimmhaftigkeit oder nach Aspiration unterschieden, wobei bei der Mehrheit der Sprecher nach Aspiration unterschieden wird, d. h. die Phoneme /b/ und /d/ werden nicht stimmhaft, sondern unaspiriert ausgesprochen ([p] und [t]), während die Phoneme /p/ und /t/ stets aspiriert sind ([pʰ], [tʰ]).
|                        | Labial | Labial | Alveolar | Alveolar | Palatal | Palatal | Velar | Velar |
| ---------------------- | ------ | ------ | -------- | -------- | ------- | ------- | ----- | ----- |
| Plosive                | pʰ     | p      | tʰ       | t        | ʧ       |         | k     | ɡ     |
| Nasale                 | m      | m      | n        | n        |         |         | ŋ     | ŋ     |
| Frikative              |        |        | s        | z        | ʃ       | ʒ       | x     |       |
| Taps/Flaps             |        |        | ɾ        | ɾ        |         |         |       |       |
| Laterale Approximanten |        |        | l        | l        |         |         |       |       |
| Approximanten          | ʋ      | ʋ      |          |          | j       | j       |       |       |

### Vokale
Zu den lautlichen Besonderheiten des Tuwinischen gegenüber den anderen Turksprachen gehört, dass das Tuwinische zwischen kurzen, langen und tiefen Vokalen unterscheidet. Der tiefe Ton wirkt sich unterschiedlich auf die Vokale aus:
- ein tiefer Vokal ist um die Hälfte länger als ein kurzer Vokal
- Vokale in einsilbigen Wörtern steigen in ihrer Tonhöhe nach etwa der Hälfte ihrer Dauer von der tiefen zur normalen Stimmlage an
- mehrsilbige Wörter erfahren weder Längung der Vokale noch ein Ansteigen der Tonhöhe.

Harrison (2001) hat belegt, dass es sich bei den tiefen Vokalen nicht um pharyngalisierte Vokale handelt, wie vorher angenommen wurde.
|         |            | Kurz    | Kurz  | Lang    | Lang  | Tief | Tief |
| ------- | ---------- | ------- | ----- | ------- | ----- | ---- | ---- |
| geschl. | offen      | geschl. | offen | geschl. | offen |      |      |
| Vorne   | Ungerundet | i       | e     | iː      | eː    | ì    | è    |
| Vorne   | Gerundet   | y       | ø     | yː      | øː    | ỳ    | ò    |
| Hinten  | Ungerundet | ɯ       | a     | ɯː      | aː    | à    | ɯ̀    |
| Hinten  | Gerundet   | u       | o     | uː      | oː    | ù    | ò    |

## Grammatik
Tuwinisch ist wie auch das verwandte Türkisch eine agglutinierende Sprache. Tuwinische Substantive sind deklinierbar in sieben Fällen: Nominativ, Genitiv, Dativ, Akkusativ, Ablativ, Lokativ und Allativ. Die grundlegenden Funktionen der Fälle sind anhand der folgenden Tabelle einsichtlich:
| Teve           | [teve]     | Nominativ | ‚Kamel‘ (Kein Suffix)                                                                  |
| Teve + /-NIŋ/  | [teveniŋ]  | Genitiv   | ‚des Kamels‘ (Das Symbol [⁠ŋ⁠] wird wie das ‚ng‘ im deutschen Wort ‚lang‘ ausgesprochen) |
| Teve + /-NI/   | [teveni]   | Akkusativ | ‚das Kamel‘ (Direktes Objekt, wie in „Ich sah das Kamel“)                              |
| Teve + /-KA/   | [tevege]   | Dativ     | ‚dem Kamel‘                                                                            |
| Teve + /-DAn/  | [teveden]  | Ablativ   | ‚vom Kamel‘ oder ‚als ein/das Kamel‘ (im Sinne von „größer als ein Kamel“)             |
| Teve + /-DA/   | [tevede]   | Lokativ   | ‚beim Kamel‘ oder ‚im Kamel‘ (wird manchmal auch verwendet, um Besitz anzuzeigen)      |
| Teve + /-Je/   | [teveʒe]   | Allativ   | ‚zum Kamel‘ (das Symbol [⁠ʒ⁠] wird wie das ‚g‘ im Wort ‚Etage‘ ausgesprochen)            |
| Teve + /-DIvA/ | [tevedive] | Allativ   | ‚zum Kamel‘ (veraltete oder mundartliche Ausdrucksweise des Allativs)                  |

Die Syntax folgt der sogenannten SOV-Stellung. Beispiel: [teve sigen tʃipken] (Kamel Heu essen-PRÄTERITUM) „Das Kamel aß das Heu“.

## Alphabete

Flagge der Tuwinischen Volksrepublik mit Aufschrift in mongolischer Schrift

Bis 1930 wurde für die Schreibung des Tuwinischen das traditionelle mongolische Alphabet verwendet, danach wurde das einheitliche turksprachen Alphabet verwendet, das aber bereits 1940 wieder zugunsten eines modifizierten kyrillischen Alphabetes abgelöst wurde. Das wurde um drei Zusatzzeichen erweitert, um rein tuwinische Laute bezeichnen zu können.
Neues turksprachiges Alphabet (Jaꞑalif) (1930 - 1941):
| A a | B ʙ | C c | D d | E e | F f | G g | Ƣ ƣ |
| H h | I i | J j | Ɉ ɉ | K k | L l | M m | N n |
| Ꞑ ꞑ | O o | Ө ө | P p | R r | S s | Ş ş | T t |
| U u | V v | X x | Y y | Z z | Ƶ ƶ | Ь ь |     |

Der Buchstabe Ɉ ɉ wurde 1931 vom Alphabet ausgeschlossen.

### Kyrillische Zusatzzeichen des Tuwinischen
- Ң ң ([ŋ], wie deutsch „ng“)
- Ө ө ([ø], wie deutsch „ö“)
- Ү ү ([y], wie deutsch „ü“)

Im Alphabet werden sie jeweils direkt hinter dem Buchstaben eingeordnet, von dem sie abgeleitet sind: auf Н folgt Ң, auf О folgt Ө, und auf У folgt Ү.
Modernes tuwinisches Alphabet:
| А а | Б б | В в | Г г | Д д | Е е | Ё ё | Ж ж |
| З з | И и | Й й | К к | Л л | М м | Н н | Ң ң |
| О о | Ө ө | П п | Р р | С с | Т т | У у | Ү ү |
| Ф ф | Х х | Ц ц | Ч ч | Ш ш | Щ щ | Ъ ъ | Ы ы |
| Ь ь | Э э | Ю ю | Я я |     |     |     |     |